# Frankfurt Universe
Frankfurt Universe je německý tým amerického fotbalu hrající německou nejvyšší soutěž German Football League (GFL). Byl založen roku 2007, klubové barvy jsou fialová a oranžová. Tým aktuálně hraje svá utkání především na Frankfurter Volksbank Stadionu (kapacita 12542). Prezidentem klubu je Klaus Rehm, hlavním trenérem Markus Grahn. Frankfurt Universe je nástupcem Frankfurt Galaxy.

## Externí odkazy

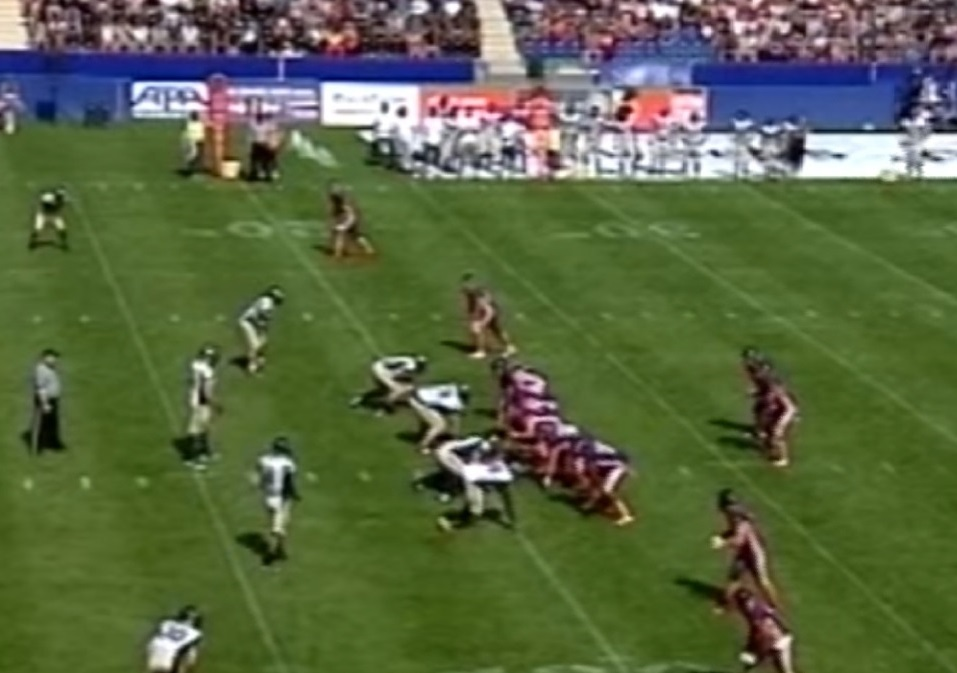
Frankfurt Universe vs. Nürnberg Rams 2015

## Úspěchy týmu
- 1× mistr GFL 2 Jih: (2015)
- 1× vítěz EFL Bowl: (2016)